# Bogem (Sukomoro)
Bogem is een bestuurslaag in het regentschap Magetan van de provincie Oost-Java, Indonesië. Bogem telt 1183 inwoners (volkstelling 2010).